# Про Еллі
Про Еллі (перс. درباره الی) — іранський фільм 2009 року, режисером якого є Асгар Фархаді, для нього це четвертий фільм. У фільмі розповідається про відносини між іранськими сім'ями середнього класу. Фархаді отримав срібного ведмедя на 59-му Берлінале за найкращу режисуру. Фільм також був номінований на 10 нагород на 27-му Міжнародному Кінофестивалі Фаджр у Тегерані, де режисер отримав нагороду Кришталевий Симорг за свою роботу. «Про Еллі» був офіційним іранським претендентом на нагороду 82-ї церемонії вручення Оскара у категорії «найкращий фільм іноземною мовою». Він змагався проти таких фільмів як Bist, Tardid, Bipooli для подання Іраном заявки в кіноакадемію.

## Сюжет
Група друзів-іранців прямують до берегів Каспійського моря на триденну відпустку. Усі вони є колишніми однокурсниками юридичного факультету університету — три пари, включаючи Сепіде, її чоловіка Аміра та їхню маленьку дочку, Шохре разом із чоловіком П'єманом, у яких є двоє дітей, зокрема син Араш та Назі і її чоловік Манучехр, які є третьою парою. Подорож була організована Сепіде, яка взяла з собою виховательку своєї дочки Еллі для того, щоб познайомити її з Ахмадом, другом, який повернувся з Німеччини для того, щоб почати нове життя на батьківщині.
Усі вони прямують до вілли, яку Сепіде забронювала ще у Тегерані, але місцева жінка, відповідальна за будинок, каже їм, що власники повернуться на наступний день, тому вони не зможуть залишитись тут. Старенька пропонує їм залишитися у занедбаному будинку, який потребує серйозного ремонту. Там немає стільникової мережі, тому щоб подзвонити вони будуть змушені ходити до її будинку. Сепіде говорить неправду жінці, стверджуючи, що Еллі й Ахмад одружені і проводять свій медовий місяць.
Еллі трохи соромиться, але починає відчувати потяг до Ахмада, який, здається, відчуває те ж саме. Вона дзвонить до своєї матері і каже їй, що знаходиться на морському узбережжі разом зі своїми співробітниками. Еллі бажає повернутися до Тегерану на наступний день, як і планувалося, але Сепіде, не бажаючи цього, ховає її багаж. Еллі пропадає безвісти після того, як одна з матерів, просить її подивитися за дітьми, що граються у воді. Друзі не знають про те, чи Еллі потонула, чи поїхала до Тегерану за власним бажанням.

## У ролях
- Гольшіфте Фарахані — Сепіде
- Таране Алідусті — Еллі
- Шахаб Хоссейні — Ахмад
- Мані Хагігі — Амір
- Меріла Зареі — Шохре
- Пайман Маадія — П'єман
- Ахмад Мегранфар — Манучехр
- Рана Азадівар — Назі
- Сабер Абар — Алі-Реза